# Brandy og Hr. Vimse
Brandy og Hr. Vimse (originaltitel Brandy and Mr. Whiskers) er en tegnefilmsserie lavet af Disney. Den bliver sendt i Danmark på Disney Channel og Toon Disney.
Seriens hovedpersoner er hunden Brandy og kaninen Hr. Vimse – to storby-dyr med menneskelige egenskaber, der er strandet midt i Amazonas-regnskoven, efter de faldt ud af et fly. De er to modsætninger, og det giver anledning til mange konflikter, men er samtidig uadskillelige venner. I junglen møder de bl.a. Noa Boa, de to tukaner Line og Tine, den snobbede vandrende pind Margot, Gaspar Le Gekko (en ond øgle) og odderen Ed der er Vimse's ven.
Serien har sin styrke i både at henvende sig til mindre børn og større børn – og samtidig også voksne, da den har mange indforståede vittigheder fra voksenverdenen.
Brandy Harrington fra familien Harrington i Florida er en snobbet hund, hvis race er blandet. Hr. Vimse er en munter lille kanin, der afprøver Brandys grænser hver dag.

## Danske stemmer
- Brandy: Annevig Schelde Ebbe
- Hr. Vimse: Søren Ulrichs
- Loa Boa: Amalie Ihle Alstrup
- Gaspar Le Gecko: Peter Røschke
- Margot: Camilla Lindhof Vindeby
- Tine: Ilia Swainson
- Ed: Thomas Mørk
- Søren Spanning
- Sasia Mølgaard
- Ole Rasmus Møller
- Pauline Rehné
- Bente Eskesen

Titelsang sunget af: Trine Dansgaard og Lasse Lunderskov